# شيماء الطرابلسي
شيماء الطرابلسي هي لاعبة سباق مشي تونسية وُلدت في 11 مارس 1982، وتخصصت في سباقات المشي لمسافة 20 كيلومتر.

## المشاركات والميداليات
شاركت شيماء الطرابلسي في دورة الألعاب الأفريقية عامي2007 و2011 حيث تمكنت من إحراز الميدالية الذهبية في كلتا البطولتين في سباق المشي لمسافة 20 كيلومتر للسيدات. كما شاركت أيضًا في بطولة العالم لألعاب القوى، وفي بطولة الألعاب الفرانكوفونية، وفي عدة نسخ من البطولة العربية لألعاب القوى. ويوضح الجدول التالي أهم المُسابقات والبطولات التي شاركت فيها شيماء الطرابلسي، وأبرز الميداليات والألقاب التي حققتها في البطولات والمسابقات المختلفة:
| العام | المسابقة                            | المكان                | المنافسات                              | الترتيب/الميدالية                |                                         |
| ----- | ----------------------------------- | --------------------- | -------------------------------------- | -------------------------------- | --------------------------------------- |
| 1999  | بطولة أفريقيا لألعاب القوى للناشئين | تونس، تونس            | سباق المشي لمسافة 20 كيلومترات للسيدات | المركز الأول (الميدالية الذهبية) | أنهت السباق بعد وقت قدره 26:04.45 دقيقة |
| 2006  | بطولة إفريقيا لألعاب القوى 2006     | بامبوس، موريشيوس      | سباق المشي لمسافة 20 كيلومترات للسيدات | المركز الخامس                    | أنهت السباق بعد وقت قدره 1:48:53 ساعة   |
| 2007  | البطولة العربية لألعاب القوى 2007   | عمان، الأردن          | سباق المشي لمسافة 10 كيلومترات للسيدات | المركز الأول (الميدالية الذهبية) | أنهت السباق بعد وقت قدره 50:06.0 دقيقة  |
| 2007  | دورة الألعاب الأفريقية 2007         | الجزائر، الجزائر      | سباق المشي لمسافة 20 كيلومترات للسيدات | المركز الأول (الميدالية الذهبية) | أنهت السباق بعد وقت قدره 1:49:13 ساعة   |
| 2007  | دورة الألعاب العربية 2007           | القاهرة، مصر          | سباق المشي لمسافة 10 كيلومترات للسيدات | المركز الأول (الميدالية الذهبية) | أنهت السباق بعد وقت قدره 53:52.0 دقيقة  |
| 2008  | بطولة أفريقيا لألعاب القوى 2008     | أديس أبابا، إثيوبيا   | سباق المشي لمسافة 20 كيلومترات للسيدات | المركز الثامن                    | أنهت السباق بعد وقت قدره 1:43:54 ساعة   |
| 2009  | بطولة العالم لألعاب القوى 2009      | برلين، ألمانيا        | سباق المشي لمسافة 20 كيلومترات للسيدات | المركز الحادي والثلاثين          | أنهت السباق بعد وقت قدره 1:39:50 ساعة   |
| 2009  | دورة الألعاب الفرانكوفونية 2009     | بيروت، لبنان          | سباق المشي لمسافة 10 كيلومترات للسيدات | المركز الأول (الميدالية الذهبية) | أنهت السباق بعد وقت قدره 48:27 دقيقة    |
| 2009  | البطولة العربية لألعاب القوى 2009   | دمشق، سوريا           | سباق المشي لمسافة 10 كيلومترات للسيدات | المركز الأول (الميدالية الذهبية) | أنهت السباق بعد وقت قدره 49:09.7 دقيقة  |
| 2010  | بطولة كأس العالم لسباق المشي 2010   | تشيواوا، المكسيك      | سباق المشي لمسافة 20 كيلومتر           | لم تتأهل                         |                                         |
| 2010  | البطولة الإفريقية لألعاب القوى 2010 | نيروبي، كينيا         | سباق المشي لمسافة 20 كيلومترات للسيدات | المركز الثاني (الميدالية الفضية) | أنهت السباق بعد وقت قدره 1:35:33 ساعة   |
| 2011  | بطولة العالم لألعاب القوى 2011      | دايغو، كوريا الجنوبية | سباق المشي لمسافة 20 كيلومترات للسيدات | المركز الأربعين                  | أنهت السباق بعد وقت قدره 1:46:29 دقيقة  |
| 2011  | دورة الألعاب العربية 2011           | الدوحة، قطر           | سباق المشي لمسافة 10 كيلومترات للسيدات | المركز الأول (الميدالية الذهبية) | أنهت السباق بعد وقت قدره 48:17.91 دقيقة |
| 2011  | دورة الألعاب الإفريقية 2011         | مابوتو، موزمبيق       | سباق المشي لمسافة 20 كيلومترات للسيدات | المركز الأول (الميدالية الذهبية) | أنهت السباق بعد وقت قدره 1:40:35 ساعة   |
| 2012  | بطولة أفريقيا لألعاب القوى 2012     | بورتو نوفو، بنين      | سباق المشي لمسافة 20 كيلومترات للسيدات | لم تتأهل                         |                                         |
| 2012  | كأس العالم بطولة لسباق المشي 2012   | سارانسك، روسيا        | سباق المشي لمسافة 20 كيلومترات للسيدات | المركز السابع والسبعين           | أنهت السباق بعد وقت قدره 1:47:40 ساعة   |